# University College din Oxford
University College, Oxford (numit în mod colocvial Univ) este un colegiu component al Universității Oxford din Anglia. Acesta este cel mai vechi colegiu al universității, fiind fondat în 1249 de către William of Durham. 
Colegiul este asociat cu un număr de oameni influenți, printre care: Clement Attlee, Bill Clinton, Neil Gorsuch, Stephen Hawking, CS Lewis, VS Naipaul și Percy Bysshe Shelley.

## Istoric
Conform unei legende apărute în secolul al XIV-lea, colegiul a fost fondat de regele Alfred în 872.  Cu toate acestea, majoritatea sunt de acord că acesta a fost fondat în 1249 de William de Durham. El a deținut bani pentru a susține zece sau doisprezece Maeștri de Arte care studiau divinitatea, iar o proprietate care a devenit cunoscută sub numele de Aula Universitatis (Sala Universității) a fost cumpărată în 1253.  Această dată ulterioară permite încă afirmația că Univ este cel mai vechi colegiu din Oxford, deși acest lucru este contestat de Colegiul Balliol și Colegiul Merton. 
Până în secolul al XVI-lea, colegiul a fost deschis numai pentru cei care studiau teologia. Deoarece Univ a crescut în mărime și bogăție, clădirile sale medievale au fost înlocuite cu actualul Quadrangle principal din secolul al XVII-lea. 

## Clădiri
Intrarea principală a colegiului este pe High Street, iar bazele sale sunt delimitate de Merton Street și Magpie Lane. Colegiul este împărțit de Logic Lane, care este deținut de colegiu și care trece prin centru. Partea de vest a colegiului este ocupată de bibliotecă, sală, capelă și cele două quadrangles care găzduiesc atât studenții, cât și birourile colegiului. Partea estică a colegiului este dedicată în principal studenților ce locuiesc în camere situate deasupra magazinelor High Street, pe strada Merton sau în clădirea Goodhart. Această clădire este numită după fostul maestru al colegiului Arthur Lehman Goodhart.
Colegiul deține, de asemenea, Colegiul Universitar Boathouse (finalizat în 2007 și proiectat de Belsize Architects )  și un teren de sport situat în apropiere pe Abingdon Road.

## Persoane asociate cu colegiul

### Politică și guvernare
Mulți politicieni influenți sunt asociați cu Colegiul Universitar Oxford, inclusiv reformatorul social și autorul raportului Beveridge, William Beveridge (care era maestru al Colegiului Universitar), și doi prim-miniștri ai Regatului Unit: Clement Attlee și Harold Wilson. Președintele american Bill Clinton și prim-ministrul Austriei, Bob Hawke, au fost, de asemenea, studenți ai colegiului. Printre alți șefi de stat care au participat la Univ se numără Edgar Whitehead (Rhodesia), Kofi Abrefa Busia (Ghana) și Festus Mogae (Botswana). 

### Literatură și artă
Când vorbim despre arte, printre oamenii asociați cu acest colegiu se numără poetul Percy Bysshe Shelley (expulzat pentru scrierea „Necesitatea ateismului”), autorul cărților Narnia C. S. Lewis și câștigătorul Premiului Nobel pentru Literatură, Sir V. S. Naipaul. Alți studenți celebri ai colegiului sunt actorii Michael York și Warren Mitchell.

### Știință și inovație
Geniul in fizică Stephen Hawking este unul dintre cei mai notabili absolvenți ai Colegiului Universitar Oxford. Alți foști studenți sunt: John Radcliffe (medic), William Jones (filolog) și Edmund Cartwright (inventator). Un absolvent, probabil, mai neobișnuit este prințul Felix Iusupov, considerat asasinul lui Rasputin.